# De Nieuwe Stijl
De Nieuwe Stijl: werk van de internationale avant-garde is een voormalig literair tijdschrift voor avant-garde poëzie en literatuur.
Het tijdschrift werd in 1965 opgericht door Armando, Hans Sleutelaar, C.B. Vaandrager en Hans Verhagen als opvolger van het literaire blad Gard Sivik. Zij waren de voornaamste vertegenwoordigers van de Zestigers, een literaire groep volgend op de Vijftigers. 
Karakteristiek aan hun werk was een nieuw realisme en een nieuwe zakelijkheid. Sleutelaar en Vaandrager hadden enige jaren reclameteksten geschreven, en Sleutelaar had de naam ook bedacht als pakkende slogan. Met de naam zelf verwezen ze naar De Stijl uit de jaren 1920 rond Theo van Doesburg. 
De intentie was om de 'Nieuwe Poëzie' en het beeldende werk van de Nederlandse Nul-beweging als een geheel te presenteren. Het tijdschrift is in twee jaarlijkse nummers verschenen. Een derde nummer is er door onderlinge strijd niet gekomen.